# قطعنامه ۱۱۶۷ شورای امنیت
قطعنامه ۱۱۶۷ شورای امنیت سازمان ملل متحد که در تاریخ ۱۴ مه ۱۹۹۸ تصویب شد، سندی بین‌المللی دربارهٔ بررسی وضعیت در تاجیکستان بر سر امتداد مرز بین تاجیکستان و افغانستان است. این قطعنامه طی نشست ۳۸۷۹ام با ۱۵ رای موافق، ۰ مخالف و ۰ ممتنع تصویب شد.